# Bathelémont
Bathelémont – miejscowość i gmina we Francji, w regionie Grand Est, w departamencie Meurthe i Mozela.
Według danych na rok 1990 gminę zamieszkiwało 71 osób, a gęstość zaludnienia wynosiła 11 osób/km² (wśród 2335 gmin Lotaryngii Bathelémont plasuje się na 974. miejscu pod względem liczby ludności, natomiast pod względem powierzchni na miejscu 881.).